# Diamond nº 1
Diamond nº 1 es una variedad cultivar de ciruelo (Prunus domestica), de las denominadas ciruelas europeas,
una variedad de ciruela, encontrada en un seto por un trabajador agrícola llamado "Diamond" de Brenchley, Kent.
Las frutas tienen un tamaño de medio a grande, con un color de piel base púrpura rojo y sobre color azúl oscuro, numeroso punteado pequeño y claro, y pulpa de color amarillo verdoso, transparente, textura blanda, no muy jugosa y con un sabor bastante ácido.

## Historia
'Diamond nº 1' es una variedad de ciruela, encontrada en un seto por un trabajador agrícola llamado "Diamond" de Brenchley, Kent. Fue introducido en los circuitos comerciales por Hooker, un viverista de Brenchley en 1830.
'Diamond nº 1' está cultivada en la National Fruit Collection (Colección Nacional de Fruta) de Reino Unido, con el número de accesión: 2003 - 012 y nombre de accesión : Diamond No.1. Recibido por "The National Fruit Trials" (Probatorio Nacional de Frutas) en 2003.

## Características
'Diamond nº 1' árbol de vigoroso crecimiento, de generosa producción, requiere poco mantenimiento. Requiere suelo ligero y una posición soleada. Tiene un tiempo de floración que comienza a partir del 9 de abril con el 10% de floración, para el 13 de abril tiene una floración completa (80%), y para el 26 de abril tiene un 90% de caída de pétalos.
'Diamond nº 1' tiene una talla de tamaño medio a grande (peso promedio 51.30 g), de forma oval, ligeramente asimétrica, con la sutura línea marcada, situada en ligera depresión algo más acentuada junto a cavidad peduncular y disminuyendo hacia el polo pistilar; Epidermis muy recia y fuerte, abundante pruina, blanquecina, sin pubescencia, y la piel color base púrpura rojo y sobre color azúl oscuro, numeroso punteado pequeño y claro; Pedúnculo de longitud medio (promedio 12.20 mm), fino, terminado en engrosamiento, ubicado en una cavidad del pedúnculo de estrecha;pulpa de color amarillo verdoso, transparente, textura blanda, no muy jugosa y con un sabor bastante ácido.
Hueso semi libre, grande, alargado, rugoso.
Su tiempo de recogida de cosecha se inicia en su maduración finales de agosto y principios de septiembre.

## Usos
La ciruela 'Diamond nº 1' no tiene buenas características como ciruela de postre en mesa, pero si buenas cualidades para elaboraciones culinarias.